# Зараковцы
Зараковцы (бел. Зара́каўцы) — деревня в Копыльском районе Минской области Беларуси. В составе Тимковичского сельсовета.

## География

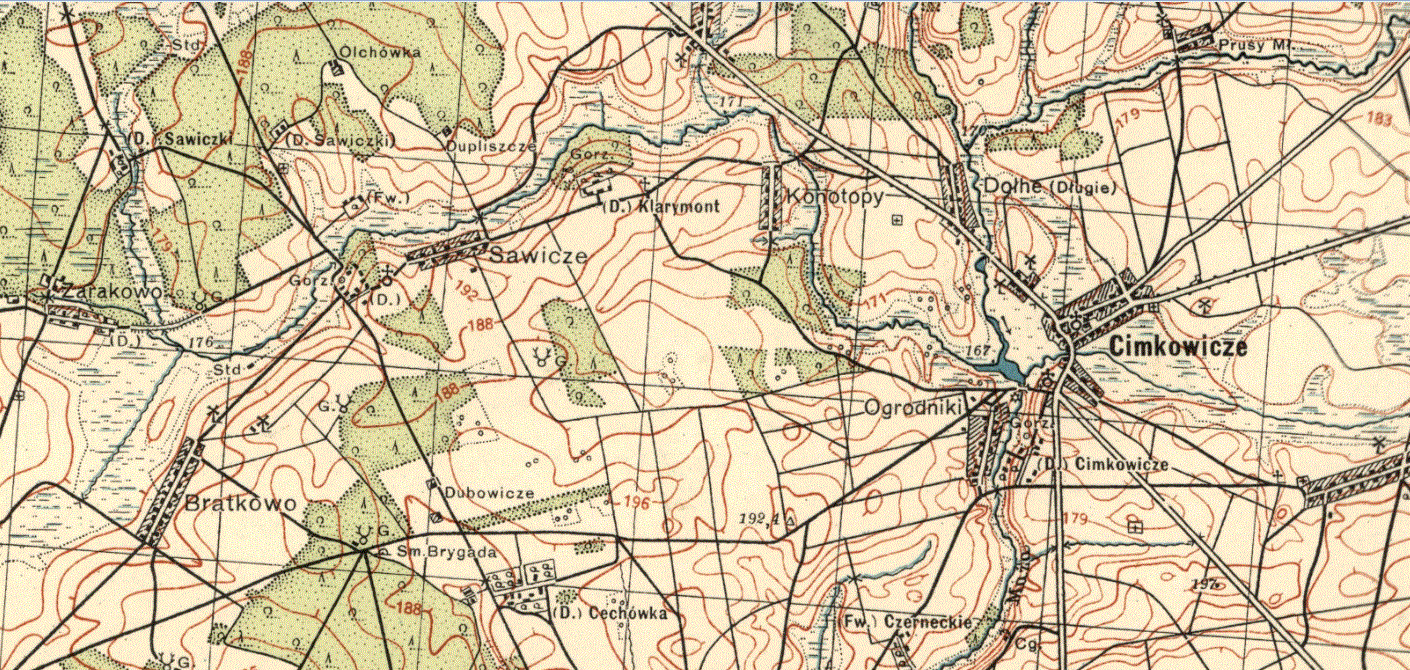
Зараковцы на старой карте

Ближайшие населённые пункты Дегтяные, Братково, Савичи и др.
Недалеко расположен железнодорожный остановочный пункт Дегтяны (Дегтяные).

### Гидрография
Рядом протекает река Томашёвка.

## История
В 1908 году в Тимковичской волости Слуцкого уезда Минской губернии.
До 28 мая 2013 года деревня входила в состав Братковского сельсовета.

## Население

### Численность
- 2019 год — 34 жителей

### Динамика
- 1908 год — 265 жителей, 38 дворов (деревня Зараковцы); 17 жителей, 1 двор (имение Зараковцы)[3]
- 1999 год — 92 жителей (перепись населения)
- 2009 год — 42 жителей (перепись населения)[3]
- 2019 год — 34 жителей (перепись населения)

## Улицы
- Партизанская

## Достопримечательность
- Недалеко расположен памятник майору гвардии Г. В. Черных, в районе упразднённого посёлка Савичики Братковского сельсовета.
- В районе деревни Зараковцы расположен памятник пограничной заставе имени Г. И. Кофанова[5].